# CSC Nika Stadium
El CSC Nika Stadium (Cultural Sports Complex Nika Stadium) es un estadio multiusos ubicado en la ciudad de Oleksandria, Ucrania. El estadio fue reconstruido en 1998 y posee una capacidad para 7000 espectadores. El estadio es sede del club local FC Oleksandria.
El estadio fue reconstruido en 1998 en el lugar del antiguo estadio Shakhtar, y ha sido históricamente sede de los equipos de la ciudad, Shakhtar Oleksandria (hasta 1992), PFC Oleksandria (1991-1992), MFK Oleksandria (2004-2006), UkrAhroKom Holovkivka (2013-2014), y FC Oleksandria desde 1998.
El setenta por ciento de los asientos está bajo cubierta. El estadio principal tiene oficinas de administración, así como una sala de conferencias.

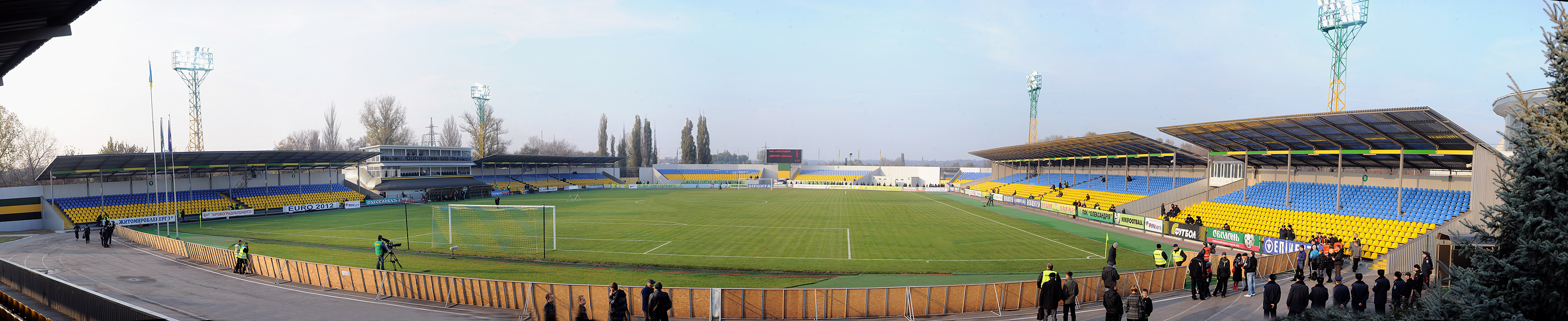
Panorámica del estadio.